# Alf Andersen
Alf Steen Andersen (Drammen, 15 maggio 1906 – Frogn, 12 aprile 1975) è stato un combinatista nordico e saltatore con gli sci norvegese.

## Biografia
Debuttò al Trofeo Holmenkollen nel 1924, piazzandosi quarto nella gara juniores di combinata nordica (la sola specialità prevista all'epoca); l'anno dopo vinse il trofeo, sempre nella categoria juniores.
Specializzatosi nel salto, ottenne la convocazione per i II Giochi olimpici invernali di Sankt Moritz 1928 stabilendo la migliore distanza tra tutti i pretendenti, con un salto di 48 metri; nella gara olimpica sull'Olympiaschanze vinse la medaglia d'oro con 19,208 punti. Ai Mondiali del 1935 nel trampolino normale vinse la medaglia di bronzo dietro ai connazionali Birger Ruud e Reidar Andersen.
Nonostante i successi in campo internazionale, Andersen non riuscì mai a conquistare una medaglia ai Campionati nazionali; il suo miglior piazzamento nella competizione fu il quinto posto ottenuto nel 1936, sempre nel salto.

## Palmarès

### Salto con gli sci

#### Olimpiadi
- 1 medaglia, valida anche ai fini iridati:
  - 1 oro (trampolino normale a Sankt Moritz 1928)

#### Mondiali
- 1 medaglia, oltre a quella conquistata in sede olimpica e valida anche ai fini iridati:
  - 1 bronzo (trampolino normale a Vysoké Tatry 1935)